# Peyrillac-et-Millac
Peyrillac-et-Millac è una frazione del comune di Pechs-de-l'Espérance, nel dipartimento della Dordogna nella regione della Nuova Aquitania. In precedenza comune autonomo, il 1º gennaio 2022 è confluito insieme agli ex comuni di Cazoulès e Orliaguet nel nuovo comune di Pechs-de-l'Espérance.

## Società

### Evoluzione demografica
Abitanti censiti